# Foide
Foide (Feldspatoide, Feldspatvertreter) sind Minerale, die in magmatischem Gestein bei Kieselsäuremangel vorkommen, das heißt,  SiO2-untersättigt sind.
Foide kommen in alkalireichen silikatischen Schmelzen und in felsischen Magmatiten vor, wenn der Kieselsäuregehalt nicht mehr ausreicht, um mit Aluminium sowie den Alkalimetallen Natrium oder Kalium kieselsäurereiche Feldspate zu bilden.
Foide können nicht zusammen mit Quarz in einem Gestein vorkommen, da sich bis zum kompletten Aufbrauchen des Siliciumdioxids Feldspate bilden würden.

## Minerale der Foidgruppe
- Leucit KAlSi2O6
- Nephelin (Na,K)AlSiO4
- Sodalith Na8Al6Si6O24Cl2
- Nosean Na8Al6Si6O24(SO4)
- Haüyn Na3Ca(Si3Al3)O12(SO4)
- Cancrinit Na6Ca2Al6Si6O24(CO3)2
- Analcim NaAlSi2O6·H2O